# Siffrey Point
Der Siffrey Point (französisch Cap Siffrey, in Argentinien Cabro Negro ‚Schwarzes Kap‘, in Chile Punta Negra ‚Schwarze Landspitze‘) ist eine felsige Landspitze an der Nordküste der Trinity-Halbinsel im Norden der Antarktischen Halbinsel. Sie liegt 10 km westnordwestlich des Kap Dubouzet.
Der französische Seefahrer und Polarforscher Jules Dumont d’Urville benannte sie bei der Dritten Französischen Antarktisexpedition (1837–1840). Namensgeber ist M. Sifray [sic] († 1865), Leiter des Collège de Toulon, an dem d’Urvilles Sohn studierte. Das UK Antarctic Place-Names Committee übertrug die Originalbenennung am 21. November 1949 unter Berücksichtigung der eigentlichen Natur des Objekts ins Englische.